# Suvremeni R&B
Suvremeni R&B (ili samo R&B), glazbeni je žanr koji spaja elemente R&B-a s elementima popa, soula, funka, hip-hopa i elektroničke glazbe. Naziv je po prvi puta ponovno upotrijebio magazin Rolling Stone 1990. godine, kako bi publiku upoznao s novom inačicom žanra ritam and bluesa, za koji se do tada također koristio sažeti naziv R&B.
Žanr se odlikuje prepoznatljivim stilom glazbene produkcije i glatkim, bujnim stilom vokalnog aranžmana. Utjecaji elektroničke glazbe, repanje ili ritmovi nadahnuti EDM-om su tipični za žanr, dok je "grubost hip-hopa smanjena". Suvremeni R&B vokali često koriste melizme, a od sredine 1980-ih ritam i blues ritmovi se kombiniraju s elementima hip-hop kulture i glazbe, pop kulture te pop glazbe.

## Najpoznatiji predstavnici
- Michael Jackson
- Stevie Wonder
- Prince
- Lauryn Hill
- Missy Elliot
- Maxwell
- P. Diddy
- Aaliyah
- Erykah Badu
- Beyoncé
- Rihanna
- Usher
- Kanye West[2]
- Tyler, The Creator[3]
- Bruno Mars
- Adele
- Frank Ocean
- Justin Bieber
- Drake[4]
- The Weeknd
- Charlie Puth
- Ariana Grande
- Post Malone[5]
- Anderson .Paak[6]
- 6lack[7]
- XXXTentacion
- Trippie Redd[8]
- Lil Peep[9]
- Juice WRLD
- Khalid
- Giveon
- Snooh Aalegra
- Jhené Aiko
- Daniel Caesar